# Innocence of Muslims
Innocence of Muslims, (in origine Innocence of Bn [sic] Laden) è un film di carattere antislamico, alcuni estratti del quale sono stati pubblicati su YouTube. Secondo uno dei consulenti alla realizzazione il film sarebbe stato proiettato per intero solo una volta, in un teatro preso in affitto a Hollywood, davanti a un pubblico di circa dieci persone. Il film sarebbe stato prodotto da Nakoula Basseley Nakoula, un cristiano copto.
Il film è stato realizzato nel 2011 e distribuito nel mese di settembre 2012. La diffusione del lungometraggio (il trailer risultava reperibile nel web dall'estate 2012) ha innescato diverse proteste di piazza in alcuni paesi a maggioranza musulmana (come quelle presso l'ambasciata degli Stati Uniti a Il Cairo, in Egitto) e sarebbe stato alla base degli eventi violenti dell'11 settembre 2012 a Bengasi, culminati con l'attentato al consolato statunitense della città nel quale hanno perso la vita 4 funzionari americani, tra cui l'ambasciatore Christopher Stevens. Successive indagini ufficiali chiarirono definitivamente che l'attacco al consolato statunitense fu pianificato in anticipo e non fu correlato in alcun modo alle proteste per il film.

## Produzione
Il film è stato prodotto e diretto da tale "Sam Bacile", inizialmente indicato come israeliano. In realtà, dietro quello che si è rivelato uno pseudonimo si dissimula, molto probabilmente, la vera identità di tale Nakoula Basseley Nakoula, di origine egiziana e di religione cristiano copta. Bacile ha affermato di aver prodotto il film per richiamare l'attenzione su quelle che lui definisce le "ipocrisie" dell'Islam. Secondo Ynet, Bacile sostiene di aver raccolto, per la realizzazione del film, 5 milioni di dollari offertigli da circa 100 donatori anonimi. Lavorando in California, con una troupe di circa 60 attori e 45 tecnici, ha realizzato, in soli tre mesi del 2011, una pellicola della durata di circa due ore.

## Reazioni
Il film è stato promosso dal predicatore fondamentalista Terry Jones, i cui roghi di copie del Corano avevano in precedenza portato a violente proteste in tutto il mondo; Jones ha dichiarato di voler proiettare alcuni spezzoni del film nella sua chiesa, sostenendo che "si tratta di un film che non è progettato per attaccare i musulmani, ma per mostrare l'ideologia distruttiva dell'Islam, svelando in maniera satirica la vita di Maometto".
Nel mese di luglio 2012 è stato pubblicato su YouTube un estratto del film in lingua inglese della durata di circa un quarto d'ora; tradotto rapidamente in arabo, ha subito attirato l'attenzione dei leader musulmani, che lo hanno fortemente criticato. Il The Daily Telegraph ha riferito che il film ritrae Maometto come un sostenitore della pedofilia e un omosessuale, mostrandolo in scene di sesso.
L'Afghanistan ha deciso di censurare la visione dello spezzone del film presente in rete. Il presidente Hamid Karzai ha dichiarato che i produttori del film hanno commesso un "atto diabolico". In seguito a queste reazioni, all'attentato al consolato statunitense di Bengasi e alle proteste all'ambasciata statunitense al Cairo, Bacile si è rifugiato in un luogo sicuro, pur continuando a difendere il suo film.